# Mettenheim (Baviera)
Mettenheim è un comune tedesco di 3 300 abitanti, situato nel land della Baviera.